# Sylhet Protidin
Sylhet Protidin est un grand quotidien du Bangladesh, publié à partir de Sylhet en langue bengali. En 2007, le rédacteur en chef du journal, Ahmed Noor, a été arrêté par le Rapid Action Battalion et aurait été torturé.  Un rapport d'enquête du groupe de défense des droits humains Odhikar suggère que les forces paramilitaires ont menacé de fermer le journal en 2007.